# 凱文·馬格努森
凱文·扬·馬格努森（丹麥語：Kevin Jan Magnussen，1992年10月5日—），丹麥赛车手。他的父亲是前科尔维特厂队车手与一级方程式车手揚·马格努森。
2012年，他加入迈凯伦车队青年车手项目，并于2014赛季成为迈凯伦车队正式车手，2016年加入雷诺车队，随后又在2017-2020年第一次为哈斯车队效力。
在2021年-2022年初离开一级方程式期间，他曾代表奇普·加纳西车队參加IMSA卫士泰克跑车锦标赛，并曾计划于2022赛季世界耐力锦标赛上代表标致车队参赛。但在他重回哈斯车队后，两份耐力赛合约均已结束。

## 早年經歷
马格努森出生在丹麦的罗斯基勒，最初驾驶卡丁车参加比赛。2008年，他开始转战单座方程式赛场，在丹麥福特方程式的比赛中获得11场胜利（共15场比赛）并贏得总冠军 ，还在同年參加了六場德国方程式大师赛。
2009年，他代表賽車公園學院参加雷诺方程式比赛，并在北歐盃中獲得亞軍，仅次於夺冠的安東尼奧·費利克斯·達·科斯塔，同时在歐洲盃上取得第七名。2010年，他则继续代表賽車公園學院参加德国三级方程式锦标赛，在奧舍斯萊本举行的揭幕战上即获胜，最终全赛季拿下三場冠軍，年度積分排名第三，并且获得年度新秀奖。
2011年，马格努森转投卡林車隊，并在英国三级方程式錦標賽上取得七场胜利，最终仅输给队友費利佩·納斯爾获得年度亚军。随后在荷兰赞德福特赛道举行的2011年三级方程式大师赛上，马格努森取得季军；而在同年的澳门格兰披治大赛车上，他先是于排位赛取得第7，却因忽视黄旗被罚在队尾发车，又在正赛中因高速撞车退赛。2012年，他再次代表卡林车队参加雷诺方程式3.5系列赛，队友则变为威尔·史蒂文斯。他在该季于西班牙阿拉贡赛道举行的揭幕战上取胜，随后在比利时斯帕赛道的两站比赛上皆取得杆位，并在第二场比赛再次获胜，最终排名年度第7名。
2013年，马格努森与诺曼·那托搭档，代表DAMS车队继续参加雷诺方程式3.5系列赛，最终5次获胜，13次登上领奖台并取得8个杆位，以领先当季亚军斯托弗·范多恩60分的优势取得该赛季冠军。

## 一級方程式生涯
2012年11月6日，马格努森在该赛季F1结束后的阿布達比青年車手測試上，駕駛麥拉倫車隊MP4-27赛车完成一級方程式驾驶首秀，并做出1:42.651的最快圈速，此前他在迈凯伦車隊的模擬器上完成F1驾驶训练。马格努森的圈速在三天的測試中排名总成绩首位，亮眼的成績令麥拉倫車隊的體育總監山姆·麥可印象深刻 。而在完成该次测试后，他已经满足获得FIA超級駕駛執照所需的测试里程，最终取得了超级驾照。

#### 麥拉倫車隊（2014-2015）

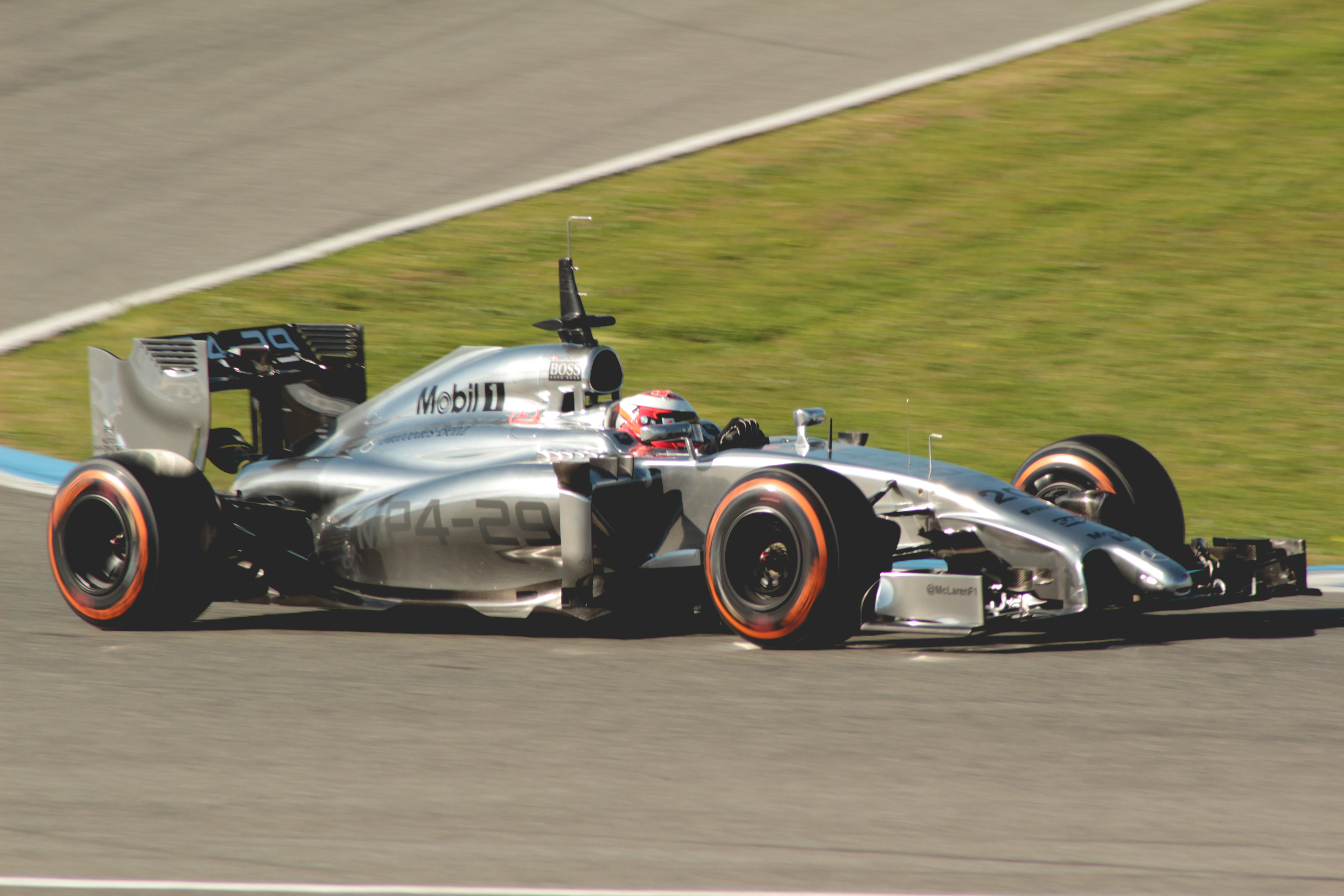
2014年在赫雷斯季前测试上驾驶迈凯伦MP4-29赛车的馬格努森

2013年11月14日，迈凯伦车队宣布，馬格努森將於2014年賽季成為麥拉倫車隊的車手，接替塞吉歐·培瑞茲轉隊所留下的位置。根據一級方程式2014年賽季的新規定（車手可挑選一個車號，該號碼將會使用於他的整個職業生涯），馬格努森选择使用20號作为自己的賽車号码，原因是2013年他在雷诺方程式3.5系列赛夺冠时，驾驶的DAMS賽車编号正是20号。
在西班牙赫雷斯賽道及巴林举行的两次季前測試中，馬格努森的表現名列前茅；而在揭幕战澳洲站上，他在排位賽取得第四名。而正赛时，他先是在赛车转向过度时成功挽回损失，随后在比赛初期又超越了路易斯·漢米爾頓，最终以第三名完赛，首次参加F1正赛便登上领奖台，僅以2.2秒之差落後紅牛車隊的丹尼爾·里卡多。
馬格努森在这场比赛后，也成為继父親揚·馬格努森后第二位在职业生涯首秀即取得積分的丹麥車手，还成为2007年澳大利亞大獎賽的路易斯·漢米爾頓之後，又一位首次出賽大獎賽便登上頒獎台的選手。接受采访时，馬格努森描述比賽結果“如同最终获胜一般”（like a victory）。赛后，由於里卡多因燃油流量違規而被取消資格，马格努森的名次被提昇至第二名，這也使他成為自1996年澳大利亞大獎賽的傑克·維倫紐夫之後，第一位在F1职业生涯首秀即獲得亞軍的車手。
该赛季马格努森共在积分区完赛12次，除了在奥地利站和英国站以第7名完赛，在俄罗斯站以第5名完赛外，其余的积分区完赛名次大多集中在第9名或第10名。

##### 2015赛季
2014年12月11日，麥拉倫車隊宣布費爾南多·阿隆索將於2015賽季回歸、與詹森·巴頓搭檔出賽，這也使馬格努森被車隊轉任為第三及測試車手。馬格努森一度與同樣由本田提供動力的安德烈提車隊洽談、意欲轉戰並參加印第賽車比賽，但谈判被迈凯伦車隊阻止。2015年3月3日，由于阿隆索在季前测试發生意外，产生腦震盪相關症狀，經醫生評估後不建議參賽，迈凯伦車隊宣布馬格努森將代替阿隆索參加賽季揭幕战澳洲站 ，但是馬格努森的赛车在正赛暖胎圈即遇上引擎故障，最终未能参赛。
2015年10月5日，馬格努森收到迈凯伦車隊主席羅恩·丹尼斯助理的通知，称他已經被車隊釋出；而迈凯伦官方在10月16日證實了這項異動。

#### 雷诺车队（2016）

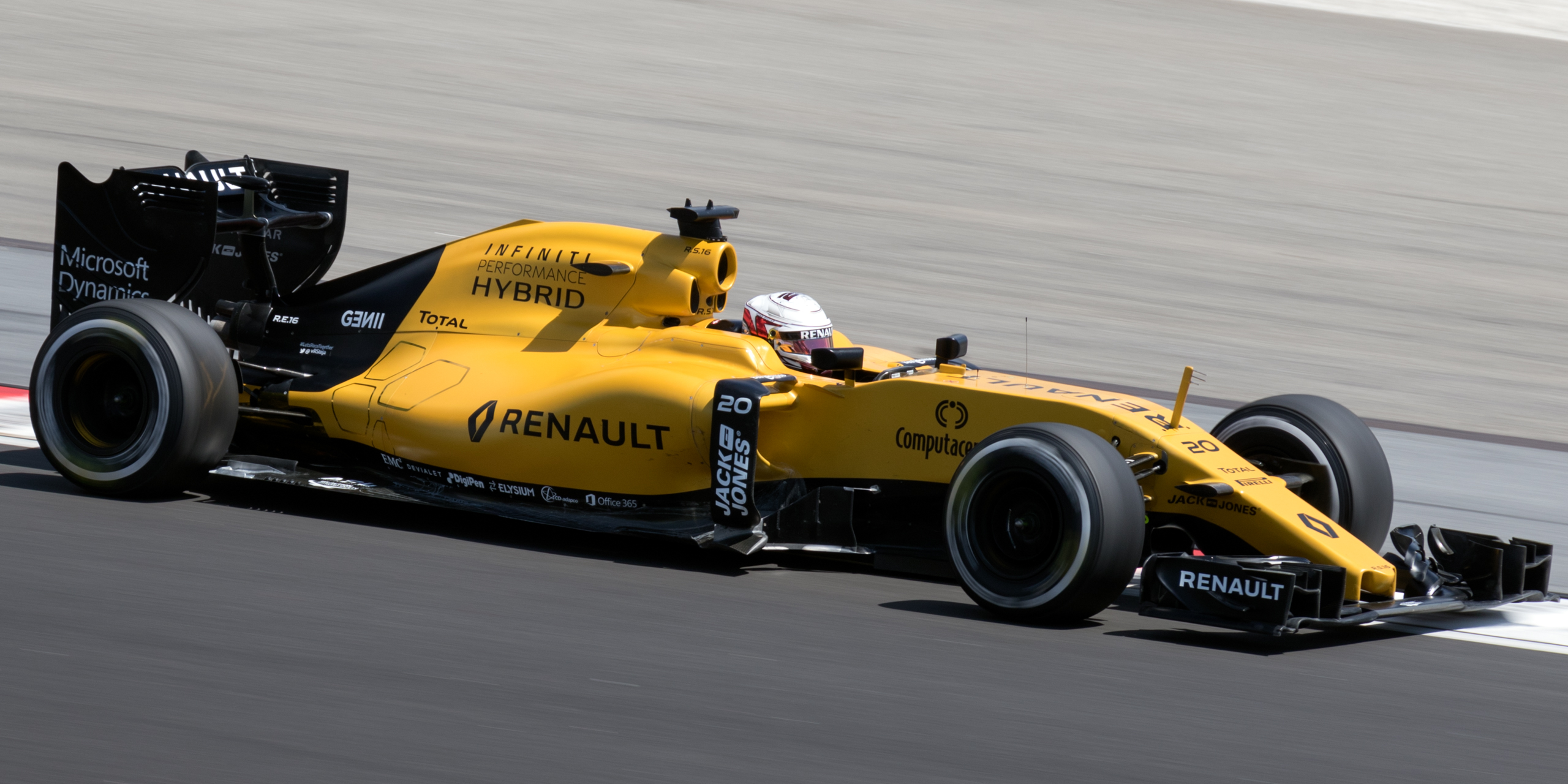
2016年马来西亚大奖赛上驾驶雷诺赛车的马格努森

在被麥拉倫車隊釋出之後，有消息指出马格努森一直在与哈斯車隊谈判，但哈斯最终选择了羅曼·格羅斯讓和埃斯特班·古鐵雷斯作为正赛车手。 同時他也被報導與馬諾車隊有所聯繫。
而在与F1车队谈判的同时，馬格努森為梅賽德斯測試了德國房車大師賽的賽車，也為保時捷測試了世界耐力錦標賽的賽車，还有消息称他與布萊恩·赫爾塔車隊有過谈判，可能转战印第賽車，这些都在暗示他在F1賽場以外還有其他選擇。
2016年1月28日，報導指出馬格努森將取代帕斯托·馬爾多納多，與新人喬里昂·帕爾默搭檔为路特斯F1车队更名而来的雷诺车队出賽，当年雷诺宣布购回路特斯车队股权，时隔五年再度以厂队身份征战F1赛事。同年2月3日，雷諾官方證實了馬格努森将与喬里昂·帕爾默搭檔加入車隊的消息。
在赛季初的几场比赛之中，马格努森多次受到事故影响：澳大利亚站上，他在第一圈遭遇爆胎，最终只取得第12名；而巴林站上，由于他在练习赛中未能及时停车称重，他被罚从维修区起步，最终正赛只取得第11位；而中国站上，他先是在练习赛因爆胎而撞车，又在正赛中只取得第17名。
西班牙站上，他与队友帕尔默发生碰撞，被罚时10秒；而在摩纳哥站上，他在排位赛和正赛两次发生撞车，遗憾退赛；紧接着在加拿大站上，他再次因练习赛撞车而没能出赛排位赛。而在阿塞拜疆站上，由于他在车检区更换部件，最终只能从维修区起步。
俄羅斯站上，马格努森在第17名起步的不利条件下，最终以第七名完赛，这也是当年雷诺车队的正赛最佳完赛名次；英国站上，他在比赛最后阶段遭遇变速箱故障被迫退赛；而比利时站上，他在斯帕赛道的高速弯遭遇撞车，并引发红旗 。在新加坡站上，他取得第十名，这是他该赛季第二次也是最后一次在积分区内完赛。马来西亚站和阿布扎比站上，他分别因引擎失去动力和悬挂受损而退赛，从而结束了这个赛季。
由于该赛季雷诺车队的雷诺R.S.16赛车最初为搭载梅赛德斯引擎而设计，换用雷诺引擎后明顯戰力不足，因此全赛季雷诺车队表现不佳。最终马格努森以7分在年度車手积分榜中位居第十六名，他也拿下了该年度车队8个积分中的7分。

#### 第一次加盟哈斯车队（2017 - 2020）
2016年11月10日，哈斯车队宣布马格努森将于2017年加盟车队，取代埃斯特班·古鐵雷斯为车队出赛。此后的四个赛季他均代表哈斯车队参加F1比赛。2020赛季结束后，他和队友罗曼·格罗斯让双双离队，哈斯车队转由新人米克·舒马赫和尼基塔·马泽平征战2021赛季的比赛
。

##### 2017赛季

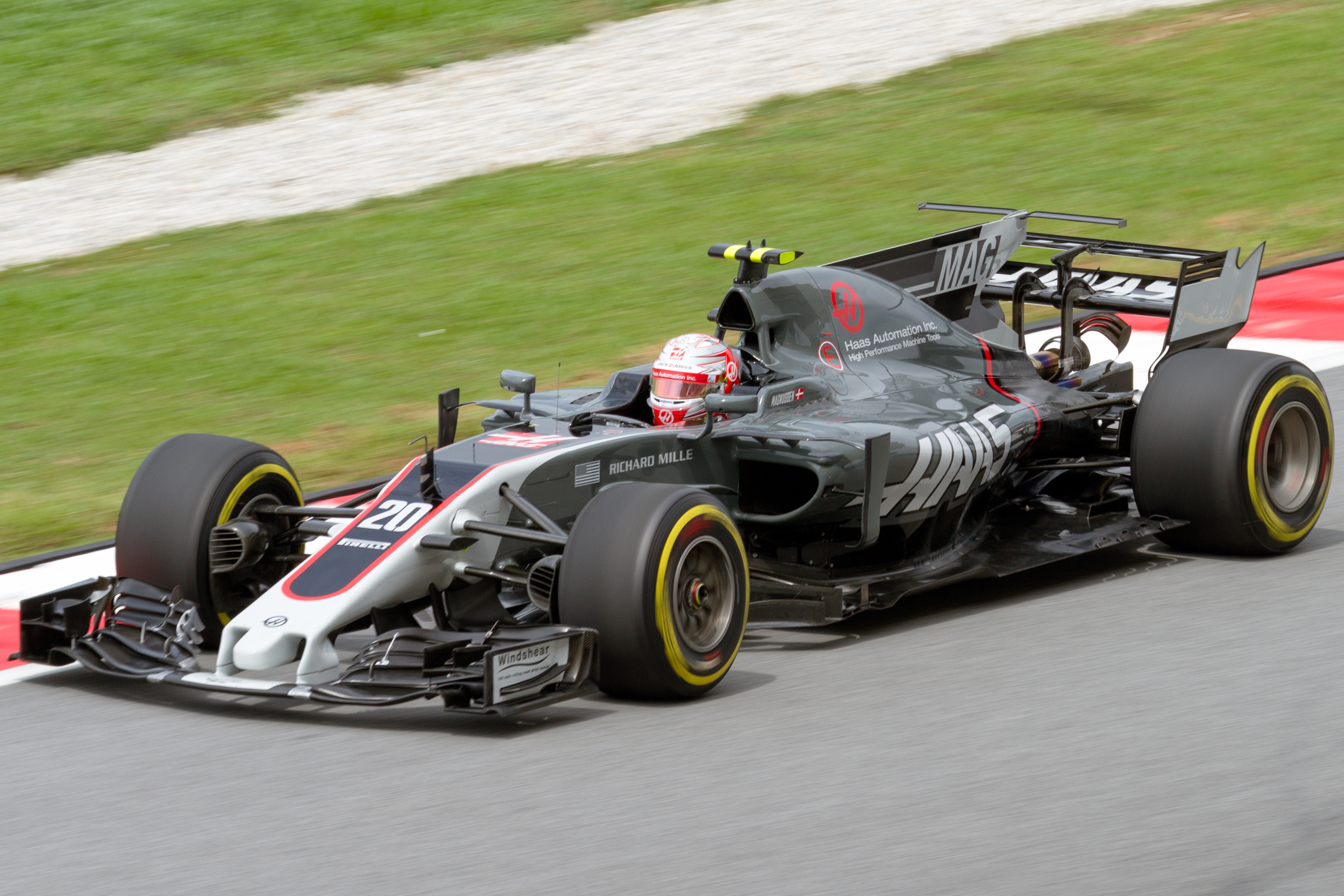
2017年马来西亚大奖赛上驾驶哈斯VF-17赛车的马格努森

该赛季揭幕战澳大利亚站上，马格努森首次代表哈斯车队参赛，却因悬挂受损退赛，但赛后检查结果发现他的赛车实际上遭遇爆胎，且退赛是不必要的 ；下一站中国站上，他取得第8名，拿到代表哈斯车队的首个积分。之后的巴林站上，他因赛车电子设备问题退赛。
西班牙站上，马格努森一度排名第9位，却在比赛后半段与丹尼尔·科维亚特发生碰撞导致爆胎，最终掉到第14位，没能取得积分。接下来的摩纳哥站上，他以第10名完赛，并和队友格罗斯让一同拿到了哈斯建队史上的首次双积分完赛。阿塞拜疆站上，马格努森驾驶竞争力不足的哈斯VF-17赛车一度排名第3位，并最终以第7名完赛，取得当年最佳完赛成绩。
之后的七场比赛中，马格努森陷入积分荒。在奥地利站他遭遇液压故障，新加坡站则遭遇引擎问题，而在匈牙利站上他将尼科·霍肯伯格的赛车逼出赛道之外，导致霍肯伯格退赛，赛后霍肯伯格指责马格努森，称其为“围场最没有体育精神的车手”，马格努森则以脏话回击霍肯伯格的指责。
赛季后半段的日本站和墨西哥站上，他又取得两次第8位，却在巴西站与范多恩相撞，二人双双退赛。
最终马格努森以19分在车手积分榜上排名第14位，落后队友格罗斯让9分。

##### 2018赛季

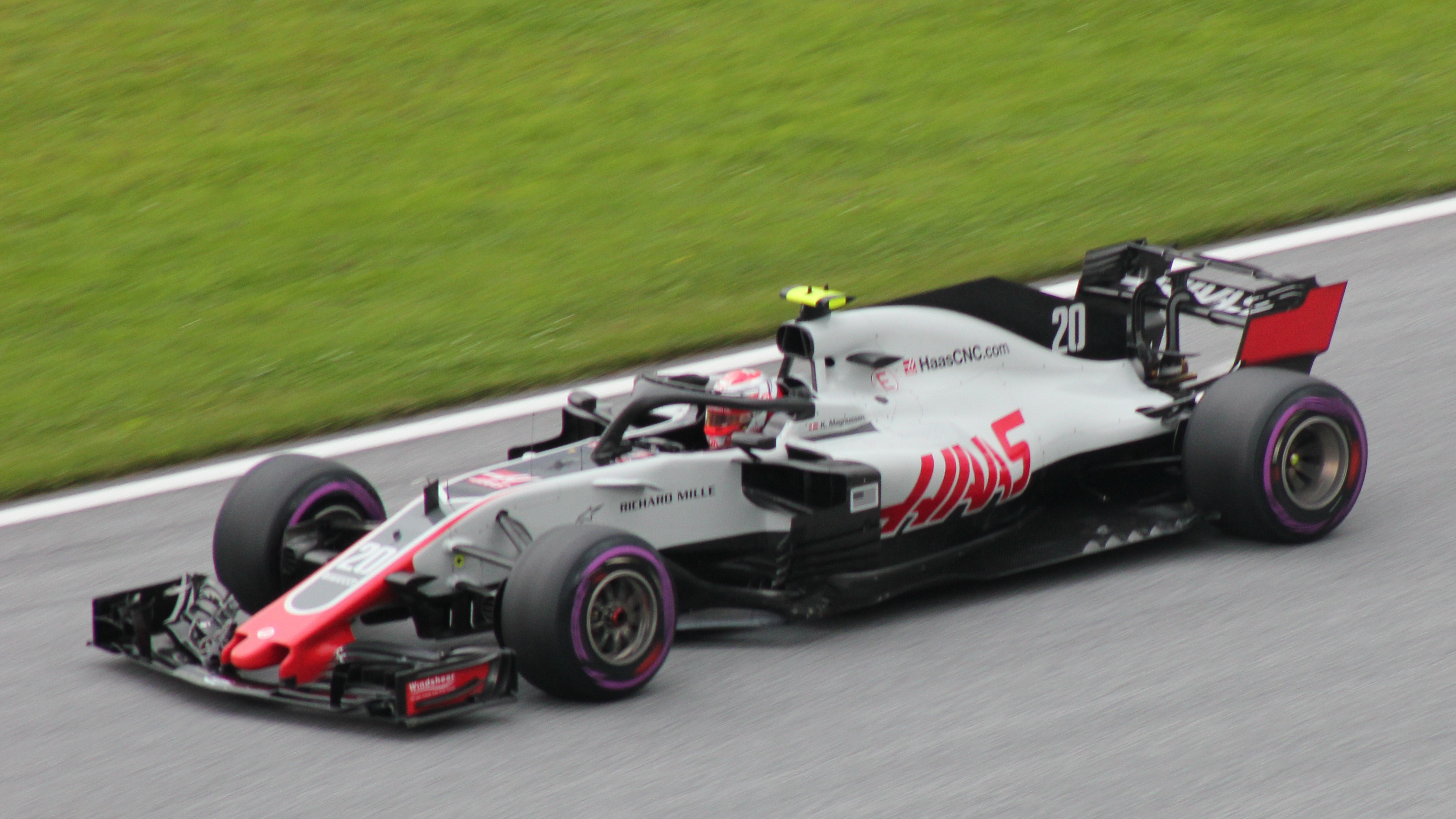
2018年奥地利大奖赛上的马格努森

该季马格努森继续搭档格罗斯让为哈斯车队出赛，而车队在该赛季的新车哈斯VF-18取得了长足进步，马格努森也在更多的比赛之中排名积分区内。
揭幕战澳大利亚站上，马格努森在排位赛取得第5，创下哈斯车队建队史上最高的排位名次；正赛上他一度排名第4，但哈斯车队的两台赛车却在比赛之中双双遭遇换胎问题，全部退赛；随后的巴林站上，他取得第5名，这是他在2014年俄罗斯站后最高的完赛名次。阿塞拜疆站上，他与皮埃尔·加斯利发生碰撞，后者对他的防守风格表示不满，称其为“职业生涯之中遇到过最危险的车手”。
之后在西班牙站、法国站和奥地利站上，马格努森取得两次第6名和一次第5名，其中奥地利站上两台哈斯赛车分别以第4名和第5名完赛，创下队史最佳完赛成绩；接下来的英国、匈牙利和比利时站上，马格努森又连续取得积分。而在意大利站上，他先是与费尔南多·阿隆索在排位赛发生碰撞，并在赛后采访中称阿隆索“认为他自己是神”，自己“对他的退役迫不及待”(I can't wait for him to retire)。在正赛中，他又与塞尔希奥·佩雷斯发生碰撞，在底盘受损后排名队尾，以第16名完赛 。
新加坡站上他继续表现不佳，没能晋级第二节排位赛，并在比赛中难以完成超越，最终排名第18位。但在比赛后半段，凭借延后进站和更新的轮胎，他取得了当场比赛的最快圈速，这是他个人和哈斯车队在F1的第一个最快圈速。接下来的俄罗斯站上，他从第5位起步，最终以第8名完赛。
日本站上，他在防守索伯车队的夏尔·勒克莱尔时与后者发生碰撞，导致自己的赛车发生爆胎，底盘受损，最终退赛，勒克莱尔随后在车队无线电之中称马格努森的防守动作“愚蠢” 。美国站上马格努森以第9名冲线，却在赛后因使用燃油量超标被取消成绩。在赛季最后两场比赛上，他分别以第9名和第10名完赛，结束整个赛季的比赛。
最终该赛季马格努森以56分排名车手积分榜第9位，取得职业生涯最佳的积分榜排名。积分也超越了队友格罗斯让19分。

##### 2019赛季

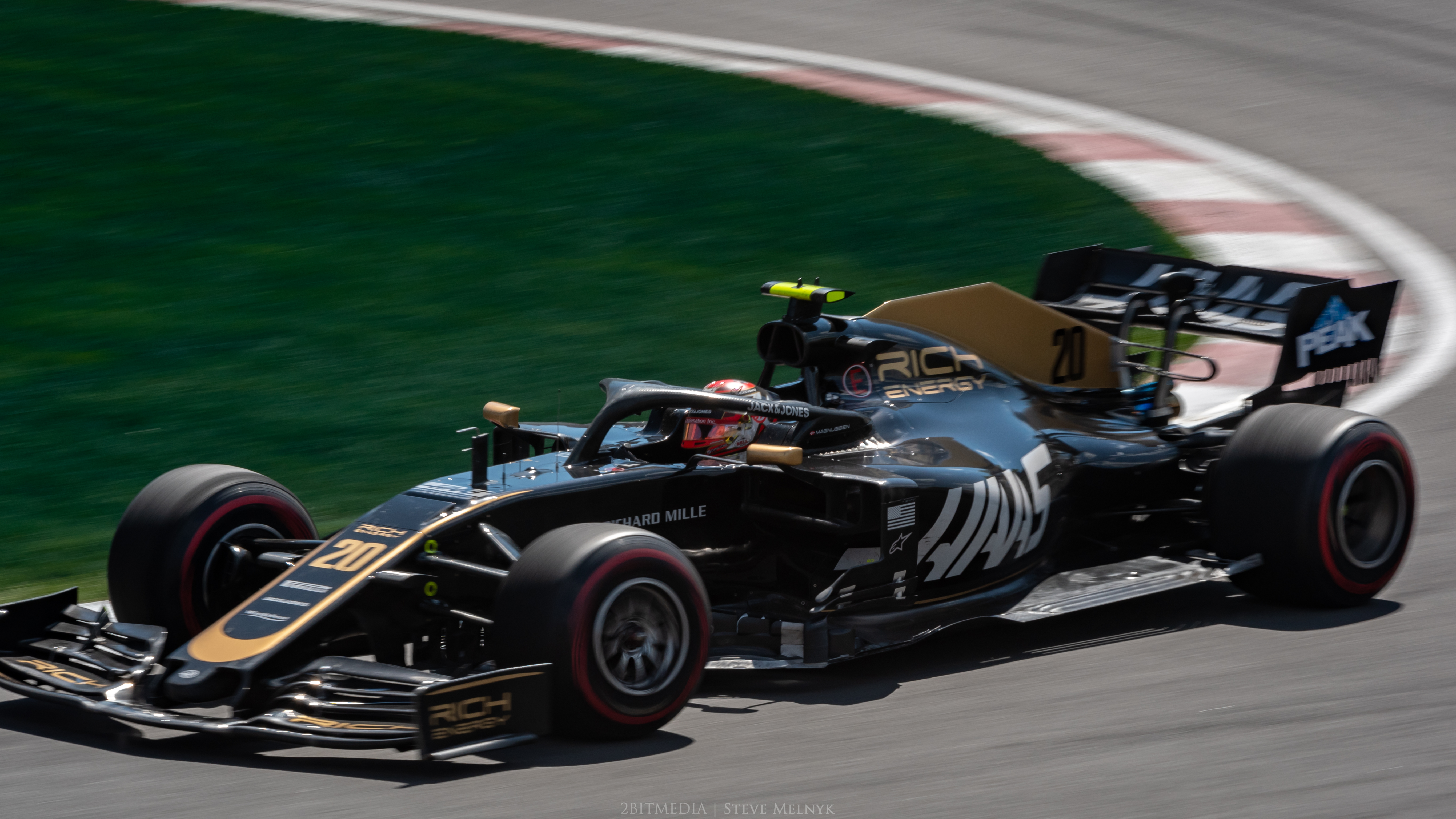
2019年加拿大大奖赛上的马格努森

该赛季马格努森连续第三个赛季与格罗斯让一同代表哈斯车队参赛。但和上赛季的强势表现不同的是，哈斯车队的新车哈斯VF-19虽然在排位赛上表现尚可，但在正赛中缺乏实力。
揭幕战澳洲站上，他以第6名完赛，这也是该季他最高的完赛名次。接下来的三场比赛中，他在其中两场比赛的排位赛进入前10，却在正赛中均以第13名完赛；西班牙站上，他以第7名完赛。
但接下来的五场比赛上，他的完赛成绩不佳。奥地利站排位赛上他取得第5，却因更换变速箱被迫退后5位发车。正赛中，他由于在发车时超出停车格而被罚通过维修区，最终以第19名完赛。在英国站上，他与格罗斯让发生碰撞，双双退赛，赛后两人均被车队方面批评。
德国站上，他以第10名冲线，并在两台阿尔法·罗密欧车队赛车因不当使用驾驶辅助设备被取消成绩后递补至第8名；意大利站上他由于液压问题退赛，却在下一站新加坡站上取得最快圈速，这是他连续两年在新加坡站达成这一成就，然而由于他以第17名完赛，无法满足最快圈速的得分条件。在俄罗斯站上，他取得第9位，这也是该季他最后一次取得积分。美国站上，他在倒数第二圈遭遇刹车故障，赛季中第三次退赛。
该季马格努森以20分排名车手积分榜第16位，比队友格罗斯让多出12个积分。

##### 2020赛季
2020年是他与格罗斯让效力哈斯的第四个赛季，但哈斯车队该季的赛车哈斯VF-20相较上一个赛季更加乏力。在奥地利进行的两场赛季揭幕战上，哈斯车队的赛车始终排在所有赛车的后半部分。而在匈牙利站上，由于车队战略得力，他在正赛前半部分一度排名第三位，最终以第9名冲线。但赛后，哈斯车队被裁定违反车队无线电规定，告知车手在暖胎圈之后进站，因此马格努森被罚时10秒，最终成绩位于第10名，也拿到了他和哈斯车队2020赛季的第一个积分。意大利站上，他遭遇动力单元问题，又在紧接着的托斯卡纳大奖赛被卷入多车事故，车尾受损被迫退赛，这是他在9场比赛之中的第5次退赛。
当年10月22日，马格努森宣布赛季结束后将离开哈斯车队。

#### 重返哈斯车队（2022年-2024年）
由于2022年俄罗斯入侵乌克兰事件的影响，哈斯车队决定与尼基塔·马泽平解约。2022年3月10日，哈斯車隊確認馬格努森將重新加入2022年哈斯車隊車手陣列，並與其簽訂數年合約，以填补车队与马泽平解约后的空缺席位。

##### 2022赛季
在哈斯车队确认马格努森回归车队后，他跟随车队参加了第二阶段的巴林季前测试，并在测试第二天为弥补物流损失而单独进行的测试加时时段取得当日测试的最快圈速。
而在赛季揭幕战巴林大奖赛上，他从第7位起步，最终获得第5名，在为哈斯车队拿下赛季和个人回归F1围场的第一个积分的同时，也为哈斯车队打破了长达一年多的积分荒。一周后的沙特阿拉伯大奖赛上，马格努森以硬胎起步，最终获得第9名，再次取得积分。但在澳大利亚站上，受困于赛车表现不佳的马格努森没有取得积分，只以第14名完赛，结束了回归哈斯车队以及F1赛事以来连续取得积分的记录。艾米利亚-罗马涅站排位赛上，马格努森在第三节排位赛取得第4位，这是哈斯车队建队以来取得的最高排位名次；周六的冲刺赛上，他却表现不佳，多次被后方赛车超越，甚至一度因在赛道上变线被出示黑白旗，最终他以第8名结束冲刺赛；正赛上，马格努森曾一度借助前方赛车的事故，排名提升到第5位，却在后半段比赛中多次被超越，最终以第9名完赛。迈阿密站上，从第16位发车的他又与兰斯·斯托尔在比赛后半段发生碰撞，前翼受损而退赛，同时赛后还因造成碰撞被加罚5秒。西班牙站上，马格努森再次卷入事故：他在比赛第一圈与刘易斯·汉密尔顿发生碰撞，在进站后掉到队尾，最终只排名第17位。
摩纳哥站上，他排名第13位，没能取得积分；两周后的阿塞拜疆站上，他遭遇引擎故障，最终退赛，而他的赛车也是该场比赛中第4台遭遇引擎故障的法拉利引擎赛车。加拿大站上，他在雨中进行的排位赛上取得第5位，与队友米克·舒马赫同一排起步，但在正赛上仅取得第17位，未能取得积分。
在巴西站的排位赛上，马格努森凭借在第三节排位赛红旗和雨势加大之前做出的单圈成绩，拿到周六冲刺赛的杆位。这是他一级方程式生涯的首个杆位，也是哈斯车队成立以来的首个杆位。

##### 2023赛季
马格努森全季只獲得3分，少於队友尼古拉斯·候根堡的9分，排名第19位，结束了这个艰难而又令人沮丧的赛季。

##### 2024赛季
马格努森在赛季伊始以激进的驾驶风格为车队和队友尼克·霍肯伯格进行战术掩护，这使得他仅经历6站比赛就被扣除了10个超级驾照积分；距离被扣除12分禁赛仅剩一步之遥。2024年7月，哈斯车队宣布赛季结束后马格努森将离队，但同时哈斯领队小松礼雄希望双方未来能有新的合作关系。在2024年意大利大奖赛上，由于引发与加斯利的碰撞，马格努森被加罚10秒并扣除超级驾照2分；虽然他在加罚时后仍获得1个积分，但是由于超级驾照积分被扣除完，他将在2024年阿塞拜疆大奖赛被禁赛一场。他也成为超级驾照积分体系推出后，首位因积分扣完被禁赛的车手。

## 跑車及耐力赛生涯

#### 测试保时捷赛车（2015）
2015年11月，马格努森在西班牙加泰罗尼亚赛道为保时捷测试了保时捷919 Hybrid赛车。但在他与雷诺车队签下2016赛季的车手合约后，他没有与保时捷车队签下合约。

#### 印第赛车替补出赛（2021）
2021年6月，与迈凯伦车队有合作关系的箭牌迈凯伦车队宣布，马格努森将替代受伤的菲利克斯·羅辛基斯为车队出赛该赛季的美国路大奖赛。最终他在排位赛排名第21位，却在正赛因机械故障退赛。

#### IMSA卫士泰克跑车锦标赛和WEC（2021-2022，2025-）
2020年12月，马格努森确认自己将在2021年参加IMSA卫士泰克跑车锦标赛，他将与伦格·范德赞德一同驾驶奇普·加纳西车队01号凯迪拉克赛车出赛全赛季比赛。
2021年4月，高级车队宣布，马格努森将与父亲扬·马格努森和安德斯·弗约德巴赫一同驾驶车队的49号赛车出赛勒芒24小时耐力赛LMP2组别的比赛。而在该年度的勒芒24小时赛上，49号车组排名组别第17位和全场第29位。
2021年6月12日，在底特律大奖赛上，他获得IMSA生涯首个全场冠军，最终在年度积分榜上排名第7位 。
2021年12月8日，标致汽车运动部宣布，马格努森将加盟车队，出赛2022赛季世界耐力锦标赛Hypercar组别的比赛。而2022年1月，他则以02号车组第三车手身份继续代表奇普·加纳西车队出赛IMSA卫士泰克跑车锦标赛，并代表车队在代托纳24小时耐力赛上取得全场第6名。
随着马格努森与哈斯车队签约出赛2022赛季的F1比赛，他与标致汽车运动部和加纳西车队的合约均已终止。
2024年12月5日，寶馬汽车运动部宣布，马格努森将加盟车队，出赛2025赛季寶馬Hypercar组别的比赛。

## 個人生活
凯文·马格努森是丹麦前一级方程式车手、勒芒24小时耐力赛四冠得主扬·马格努森的长子。
效力於麥拉倫车队時，马格努森住在靠近麥拉倫技术中心的英国萨里郡沃金。 离开麥拉倫后，他回到丹麦的罗斯基勒居住，現在他则居住於杜拜。
在参加2008年福特方程式和2009年意外获得雷诺方程式赞助之前，马格努森因缺乏资金而被迫放弃了自己的赛车生涯，并担任工厂焊工。
2019年8月10日，馬格努森在一次私人典禮上與路易絲·喬普結婚。2021年1月11日，路易絲生下了他們的第一個孩子勞拉。

## 赛车生涯成绩

### 一级方程式赛车成绩
(图例)粗體為桿位出賽，斜體為最快圈速
| 赛季 | 车队             | 賽車         | 引擎                          | 1       | 2       | 3        | 4      | 5        | 6      | 7       | 8      | 9      | 10     | 11      | 12     | 13       | 14     | 15      | 16     | 17      | 18     | 19       | 20       | 21       | 22    | 23   | 24    | 排名 | 积分 |
| ---- | ---------------- | ------------ | ----------------------------- | ------- | ------- | -------- | ------ | -------- | ------ | ------- | ------ | ------ | ------ | ------- | ------ | -------- | ------ | ------- | ------ | ------- | ------ | -------- | -------- | -------- | ----- | ---- | ----- | ---- | ---- |
| 2014 | 麥拉倫-梅賽德斯  | 麥拉倫MP4-29 | 梅賽德斯PU106A Hybrid 1.6 V6t | 澳 2    | 马 9    | 巴林 Ret | 中 13  | 西 12    | 摩 10  | 加 9    | 奥 7   | 英 7   | 德 9   | 匈 12   | 比 12  | 10       | 新 10  | 日 14   | 俄 5   | 美 8    | 巴西 9 | 阿布 11  |          |          |       |      |       | 第11 | 55   |
| 2015 | 麥拉倫-本田      | 麥拉倫MP4-30 | 本田RA615H 1.6 V6t            | 澳 DNS  | 马      | 中       | 巴林   | 西       | 摩     | 加      | 奥     | 英     | 匈     | 比      |        | 新       | 日     | 俄      | 美     | 墨      | 巴西   | 阿布     |          |          |       |      |       | NC   | 0    |
| 2016 | 雷諾運動F1車隊   | 雷诺R.S.16   | 雷诺RE16 1.6 V6t              | 澳 12   | 巴林 11 | 中 17    | 俄 7   | 西 15    | 摩 Ret | 加 16   | 歐 14  | 奥 14  | 英 17† | 匈 15   | 德 16  | 比 Ret   | 17     | 新 10   | 马 Ret | 日 14   | 美 12  | 墨 17    | 巴西 14  | 阿布 Ret |       |      |       | 第16 | 7    |
| 2017 | 哈斯F1車隊       | 哈斯VF-17    | 法拉利062 1.6 V6t             | 澳 Ret  | 中 8    | 巴林 Ret | 俄 13  | 西 14    | 摩 10  | 加 12   | 7      | 奥 Ret | 英 12  | 匈 13   | 比 15  | 11       | 新 Ret | 馬 12   | 日 8   | 美 16   | 墨 8   | 巴西 Ret | 阿布 13  |          |       |      |       | 第14 | 19   |
| 2018 | 哈斯F1車隊       | 哈斯VF-18    | 法拉利062 EVO 1.6 V6t         | 澳 Ret  | 巴林 5  | 中 10    | 13     | 西 6     | 摩 13  | 加 13   | 法 6   | 奧 5   | 英 9   | 德 11   | 匈 7   | 比 8     | 16     | 新 18   | 俄 8   | 日 Ret  | 美 DSQ | 墨 15    | 巴西 9   | 阿布 10  |       |      |       | 第9  | 56   |
| 2019 | 哈斯F1車隊       | 哈斯VF-19    | 法拉利064 EVO 1.6 V6t         | 澳 6    | 巴林 13 | 中 13    | 13     | 西 7     | 摩 14  | 加 17   | 法 17  | 奥 19  | 英 Ret | 德 8    | 匈 13  | 比 12    | Ret    | 新 17   | 俄 9   | 日 15   | 墨 15  | 美 18†   | 巴西 11  | 阿布 14  |       |      |       | 第16 | 20   |
| 2020 | 哈斯F1車隊       | 哈斯VF-20    | 法拉利065 EVO 1.6V6t          | 奥 Ret  | 12      | 匈 10    | 英 Ret | 周年 Ret | 西 15  | 比 17   | Ret    | 托 Ret | 俄 12  | 艾費 13 | 葡 16  | 艾米 Ret | 土 17† | 巴林 17 | 薩 15  | 阿布 18 |        |          |          |          |       |      |       | 第20 | 1    |
|      |                  |              |                               |         |         |          |        |          |        |         |        |        |        |         |        |          |        |         |        |         |        |          |          |          |       |      |       |      |      |
| 2022 | 哈斯F1車隊       | 哈斯VF-22    | 法拉利066/7 1.6 V6t           | 巴林 5  | 沙 9    | 澳 14    | 艾米 9 | 迈 16†   | 西 17  | 摩 Ret  | Ret    | 加 17  | 英 10  | 奥 8    | 法 Ret | 匈 16    | 比 16  | 荷 15   | 16     | 新 12   | 日 14  | 美 9     | 墨 17    | 圣保 Ret | 阿 17 |      |       | 第13 | 25   |
| 2023 | 速匯金哈斯F1車隊 | 哈斯VF-23    | 法拉利066/10 1.6 V6t          | 巴林 13 | 沙 10   | 澳 17†   | 13     | 迈 10    | 摩 19† | 西 18   | 加 17  | 奥 18  | 英 Ret | 匈 17   | 比 15  | 荷 16    | 18     | 新 10   | 日 15  | 卡 14   | 美 14  | 墨 Ret   | 圣保 Ret | 拉 13    | 阿 20 |      |       | 第19 | 3    |
| 2024 | 速匯金哈斯F1車隊 | 哈斯VF-24    | 法拉利066/12 1.6 V6t          | 巴林 12 | 沙 12   | 澳 10    | 日 13  | 中 16    | 迈 19  | 艾米 12 | 摩 Ret | 加 12  | 西 17  | 奥 8    | 英 12  | 匈 15    | 比 14  | 荷 18   | 10     | EX      | 新 19† | 美 11    | 墨 7     | 圣保 WD  | 拉 12 | 卡 9 | 阿 16 | 第15 | 16   |

*賽季進行中。
‡由於未能完成原定賽程的75%，車手只有一半分數。
†未完赛，但已完成赛事总里程的90%。